# Pierre Girard
Pierre Girard (2 de agosto de 1926) é um velejador suíço, medalhista olímpico. Ele competiu nos Jogos Olímpicos de Verão de 1960 na classe 5.5 Metre e conquistou a medalha de bronze a bordo do Ballerina IV, ao lado de Henri Copponex e Manfred Metzger.
Ele é membro do Comitê da Associação de Arquivos Henri Copponex, fundado em 2006. A associação se esforça para preservar o legado de Copponex e organiza eventos para preservar a sua memória.